# 아이크 배린홀츠
아이크 배린홀츠(Ike Barinholtz, 1977년 2월 18일 ~ )는 미국의 배우이다.

## 출연 작품
- 헌트 - 스태튼 아일랜드 역

## 각본
- 센트럴 인텔리전스